# Radoszkowskiana tkalcui
Radoszkowskiana tkalcui là một loài ong trong họ Megachilidae. Loài này được Schwarz miêu tả khoa học đầu tiên năm 2001.